# 波克羅夫斯凱 (扎波羅熱州)
47°18′50″N 35°37′27″E / 47.31389°N 35.62417°E
波克羅夫斯凱 (烏克蘭語：Покровське)，2016年前名為若夫特内韋（烏克蘭語：Жовтневе)，是位於烏克蘭東南部的村莊，由扎波羅熱州波洛希區的托克馬克市鎮負責管轄。該村距離舍夫琴科韋1公里，始建於1797年，面積2.89平方公里，海拔高度57米，2001年人口807。